# Banca Comercială Română
Banca Comercială Română (Banca Comercial Rumana) es el mayor banco de Rumanía. El banco tiene más de 650 sucursales y agencias en todo el país, con puntos de venta en la mayoría de pueblos y ciudades, y posee la mayor red de cajeros automáticos del país con más de 1.500 cajeros automáticos y 16.000 terminales de puntos de venta. BCR también posee filiales bancarias en Moldavia y Londres, sucursales en París y Frankfurt, y oficinas de representación en Moscú y Nueva York. Desde 2006, Erste Bank ha sido el accionista mayoritario de la Banca Comercială Română.
A final de 2007, BCR posee activos por valor de más de €17.000 millones y se estima para 2008 unos beneficios superiores a €500 millones. 

## Rating
- BB+ (por Standard & Poor's) (noviembre de 2008)
- BBB (por Fitch Ratings) (noviembre de 2008)

## Accionistas
- 69,2%  Erste Bank der oesterreichischen Sparkassen AG
- 6% cada uno - cinco compañías de inversión: SIF1- Banat-Crisana; SIF2- Moldova; SIF3- Transilvania; SIF4- Muntenia; SIF5- Oltenia
- otros

## Historia
- 1990 El gobierno establece la Banca Comerciala Romana (BCR) para hacerse cargo del negocio comercial de la Banca Nacional de Rumania.
- 1998 BCR comienza sus operaciones en la República de Moldavia.
- 2000 BRC abre una oficina en Chipre.
- 2001 BCR adquiere el 100% del Anglo-Romanian Bank en Londres.
- 2002 BCR abre una oficina de representación en Nueva York.
- 2004 Anglo-Romanian adquiere Banque Franco Roumaine en París y el Frankfurt Bucharest Bank, y los convierte en filiales del Anglo-Romanian Bank.
- 2006 Erste Bank adquiere el 62% de las acciones de BCR en la privatización del mismo. Erste adquirió el 37% de las acciones del gobierno, y porciones del 12.5% cada uno del IFC y el BERD. Erste pagó un total de €3.750 millones por un total de 490 millones de acciones. Esto hizo la adquisición la mayor inversión realizada hasta el momento en Rumania.